# Borup (Køge Kommune)
 For alternative betydninger, se Borup. (Se også artikler, som begynder med Borup)
Borup er en stationsby på Østsjælland med 5.049 indbyggere  (2025), beliggende i sognene Borup og Nørre Dalby. Byen ligger i Køge Kommune og tilhører Region Sjælland.
I udkanten af centrum findes Borup Station. Byen er dog mest kendt for at være hjemsted for virksomheden Borup Kemi og for opførelsen af Orthon-bevægelsens dommedagsbunker i 1967.
Borup har to skoler:
- Borup Skole [3] - opført i 1940
- Borup Privatskole [4]

Fem kilometer fra Borup ligger den gamle tørvemose Dyndet, hvor der i dag blandt andet er en badesø, en campingplads og et spisested.
Borup har egen biograf, Borup Kino, og der afholdes kulturnat hvert år sidst i august måned.
I Borup findes et bibliotek og et borgerservicecenter. Der findes desuden læge, tandlæge, dagligvarebutikker, specialbutikker og frisører. Byens idrætsforening hedder Borup Idrætsforening

## Historie
Borup var oprindelig en landsby, der ved udskiftningen omkring år 1800 bestod af 5 gårde foruden præstegården og 10 huse; alle (fraset præstegården) var fæstere under herregården Svenstrup. Da jernbanen blev anlagt i 1856, var godsejeren, Neergaard, "trods al modvilje ... forudseende nok til at købe en del af Borup præstegårds jorder, som lå op til jernbanestationen og dér opføre en lægebolig, et gæstgiveri med rejselade og et købmandssted med et betydeligt kornmagasin og et korntørringsapparat" .
I løbet af tiåret 1850-1860 opvoksede ved stationen et lille bysamfund med henved 50 indbyggere mod 135 i landsbyen. 7 af de 9 familier i stationsbykimen var tilknyttet jernbanen som portør, banevogter eller stationsforstander, dertil en kro og en købmand samt en pensionist . Frem til 1890 var stationsby og landsby 2 adskilte bebyggelser, heraf 88 i stationsbyen og 165 i landsbyen. Stationsbyen fik i den mellemliggende tid banevogterhus, lægebolig og savværk (tilhørende Svenstrup gods), andelsmejeri og 2 beboelseshuse.
Omkring 1870 blev byen beskrevet således: "Borup med Kirken, Præstegaard, Skole, Jernbanestation (Station Borup) med privilegeret Gjæstgiveri strax sønden for Byen".
Omkring 1900 blev byen beskrevet således: "Borup (gml. Form Buetorp og Bothorp) med Kirke, Præstegd., Skole , Andelsmejeri, Gæstgiveri, Savværk, Købmandshandel, Lægebolig, Fattighus, Jærnbane- og Telegrafstation samt Postekspedition".
I 1901 var Borup udviklet til en tvillingby med 272 indbyggere i stationsbyen og 143 i den gamle landsby. Svenstrup savværk sysselsatte 14 personer, men ellers var fremgangen især stor blandt de handlende. Først i 1920-erne fik Borup ny industri i form af en maskinfabrik .
Ifølge officielle opgørelser havde Borup stationsby 379 indbyggere i 1906, 459 i 1911 og 542 indbyggere i 1916.
I mellemkrigstiden fortsatte Borup stationsby sin udvikling: byen havde 563 indbyggere i 1921, 600 i 1925, 601 i 1930, 612 i 1935 og 624 indbyggere i 1940. I 1930, da byen havde 601 indbyggere, var fordelingen efter næringsveje følgende: 22 levede af landbrug, 252 af håndværk og industri, 67 af handel og omsætning, 81 af transport, 47 af immateriel virksomhed, 56 af husgerning, 73 var ude af erhverv og 3 havde ikke oplyst næringsgrundlag.
Efter 2. verdenskrig fortsatte Borup sin udvikling: byen havde 659 indbyggere i 1945, 733 i 1950, 713 i 1955, 894 i 1960 og 1.072 indbyggere i 1965.
Før kommunalreformen i 2007 var byen kommunecenter i Skovbo Kommune.

## Demografi
Pr. 1. januar, medmindre andet er angivet
| År   | Antal |
| ---- | ----- |
| 2008 | 3.220 |
| 2009 | 3.682 |
| 2010 | 3.965 |
| 2011 | 4.194 |
| 2012 | 4.123 |
| 2013 | 4.228 |
| 2014 | 4.428 |
| 2015 | 4.497 |
| 2016 | 4.608 |